# Буно
Буно (文応) је јапанска ера (ненко) која је настала после Шоген и пре Кочо ере. Временски је трајала од априла 1260. до фебруара 1261. године и припадала је Камакура периоду. Владајући монарх био је цар Камејама.Пошто је у претходној ери земљу задесила велика епидемија и глад, ера Буно је именована у нади да ће у новом временском периоду ове несреће врло брзо проћи.

## Важнији догађаји Буно ере
- 1260. (Буно 1): Лоши усеви донели су велику глад у земљи.[4]
- 1260. (Буно 1): Ничирен приповеда будизам на улицама Камакуре.[5]
- 16. јул 1260. (Буно 1, седми дан шестог месеца): Ничирен подноси званичан приговор Хоџу Токијорију. Овај текст познат је као „Трактат о обезбеђивању мира у земљи кроз успостављање истинског будизма“ (Ришо анкоку рон).[6]
- 1260. (Буно 1): Будизам из Јапана долази до Рјукју острва.[7]
- 1260. (Буно 1): Пиратство у Цушими постаје озбиљан проблем безбедности.[4]